# پیوه دآلپاگو
پیوه دآلپاگو (به ایتالیایی: Pieve d'Alpago) یک کومونه در ایتالیا است که در استان بلونو واقع شده‌است. پیوه دآلپاگو ۲۵٫۲ کیلومتر مربع مساحت و ۲٬۰۲۵ نفر جمعیت دارد.